# Streptopogon
Streptopogon là một chi rêu trong họ Pottiaceae.